# Scary Movie 2
Scary Movie 2 (bra: Todo Mundo em Pânico 2; prt: Scary Movie 2 - Um Susto de Filme) é um filme de comédia de terror de 2001 sendo a sequência de Scary Movie, lançado no ano anterior. O filme é estrelado por Anna Faris, Regina Hall, Shawn Wayans e Marlon Wayans (todos reprisam seus papéis do primeiro filme, apesar de seus personagens terem sido aparentemente mortos no filme original), bem como Tim Curry, Tori Spelling, Chris Elliott, Chris Masterson, Kathleen Robertson, David Cross e James Woods. O filme também é o último da franquia Scary Movie a contar com o envolvimento das estrelas Marlon e Shawn Wayans e do diretor Keenen Ivory Wayans.
Uma vez que o seu antecessor foi baseado principalmente nos filmes de terror dos anos 90, Scary Movie 2 parodia uma série de filmes sobrenaturais e assombrados de várias décadas, incluindo The Haunting (1999), O Exorcista (1973), The Amityville Horror (1979), Poltergeist (1982), The Legend of Hell House (1973), House on Haunted Hill (ambas as versões de 1959 e 1999) e The Changeling (1980); também imita alguns filmes contemporâneos, como Hannibal (2001) e Hollow Man (2000). Scary Movie 2 arrecadou US$ 141,2 milhões em todo o mundo contra um orçamento de US$ 45 milhões. O consenso crítico no Rotten Tomatoes chamou o filme de "um produto desleixado e feito de forma apressada".

## Enredo
Uma adolescente chamada Megan Voorhees é possuída pelo espírito de Hugh Kane, o dono anterior da casa onde ela mora com sua mãe. Durante um jantar formal, ela aparece de camisola, insulta a mãe e os convidados e depois urina profusamente no chão. Em resposta, a mãe de Megan procura ajuda de dois padres, o padre McFeely e o padre Harris. Depois de irem ao banheiro, os homens tentam expulsar o fantasma de Hugh, mas o exorcismo não sai como o planejado. Após uma sequência de vômitos entre os personagens e várias práticas de pedofilia feita por McFeely, Megan insulta a mãe do padre McFeely; ele responde puxando uma arma e atirando em Megan.
Enquanto isso, Cindy Campbell, Brenda Meeks, Ray Wilkins e Shorty Meeks estão na faculdade, tentando viver uma nova vida desde que "sobreviveram" aos eventos do primeiro filme. Cindy e Brenda são marcadas por uma garota socialmente desajustada, Alex; Shorty ainda é o mesmo maconheiro que ele era antes; Ray, ainda confuso sobre sua sexualidade, tem dois novos amigos, Tommy e Buddy. Buddy se interessa romanticamente por Cindy, mas ela o rejeita. Concordando em se tornar amigos apesar de tudo, Buddy desfere em Cindy diversos golpes de cuecões não tão amigáveis.
O professor Oldman e seu charmoso assistente paraplégico, Dwight Hartman, planejam estudar a atividade paranormal em uma mansão local assombrada chamada Hell House. Eles usam Cindy e seus amigos como iscas para os testes paranormais. Na mansão, Cindy encontra um papagaio mal-educado e Hanson, o zelador da mansão que possui uma mão deformada. Mais tarde, o grupo é acompanhado pela novata Theo. Eles se sentam para jantar, mas logo perdem o apetite devido às palhaçadas repulsivas de Hanson.
Mais tarde naquela noite, Cindy ouve vozes direcionando-a para uma sala secreta, onde ela e Buddy descobrem o diário da esposa de Hugh Kane. Vendo o retrato dela, eles notam a semelhança de Cindy com ela. Enquanto isso, outros adolescentes também experimentam encontros bizarros; o fantasma de Hugh Kane faz sexo com Alex em seu quarto, mas se retira quando Alex manifesta seu interesse em se tornar a nova "Sra. Kane"; Cindy se envolve em uma briga com o gato da casa, Sr. Kittles. Um boneco de palhaço tenta matar Ray, mas em uma situação estranha, o boneco é estuprado por Ray; um monstro de erva daninha rola Shorty como se fosse um baseado para "fumá-lo", causando prazer em Shorty, mas seus amigos o salvam.
O professor Oldman é seduzido e morto pelo fantasma da amante de Hugh. Shorty mais tarde encontra o mesmo fantasma, mas este acaba conseguindo seduzi-la de volta e faz sexo com ela. Depois que Dwight equipa os adolescentes com armas que podem ferir seu inimigo espectral, eles são perseguidos por toda a mansão com Alex sendo morta pelo fantasma de Crane. Buddy e Cindy ficam trancados em um freezer no porão da mansão; numa cena cômica, Cindy masturba Buddy, causando-lhe uma enorme ejaculação, para depois libertá-los do freezer "construindo" de maneira improvisada um pequeno trator ao utilizar objetos aleatórios no cômodo.
Hanson é possuído por Kane e sequestra Shorty, que está drogado. Na sala de jantar, Hanson prepara uma panela e corta o topo da cabeça de Shorty. Em vez de um cérebro, há um pequeno homem (interpretado pelo comediante americano Beetlejuice) dentro da cabeça de Shorty. Cindy, Brenda e Theo se unem para lutar contra Hanson, possuído por Kane, usando golpes feitos pelas Panteras do filme Charlie's Angels, mas acabam sendo derrotadas; Dwight se reagrupa com os adolescentes. Cindy age como isca para atrair Kane para um dispositivo que o destruirá. O plano dá certo, libertando o grupo da maldição da casa.
Dois meses depois, Cindy e Buddy estão em um relacionamento. Eles estão em uma caminhada quando Hanson aparece, se aproximando ameaçadoramente; Buddy desaparece quando Hanson é atropelado por um carro, dirigido por Shorty, que está recebendo uma felação do fantasma que ele seduziu anteriormente.

## Elenco
- Anna Faris como Cindy Campbell
- Regina Hall como Brenda Meeks
- Kathleen Robertson como Theo
- Shawn Wayans como Ray Wilkins
- Marlon Wayans como Shorty Meeks
- James DeBello como Tommy
- Natasha Lyonne como Megan Voorhess
- Andy Richter como padre Harris
- Veronica Cartwright como Sr.ª Voorhess
- David Cross como Dwight
- James Woods como padre McFeely
- Tori Spelling como Alex Monday
- Christopher Masterson como Buddy
- Chris Elliott como Hanson
- Suli McCullough como palhaço (voz)
- Matt Friedman como papagaio (voz)
- Tim Curry como profesor Oldman
- Jennifer Curran como Siren
- Richard Moll como fantasma de Hugh Kane
- Cordelia Reinhard como mãe do padre Harris
- Beetlejuice como cérebro do Shorty

## Produção
Segundo o diretor Keenen Ivory Wayans, os produtores do filme assistiram a mais de 130 filmes de terror para pesquisas de fundo para a história.
Marlon Brando foi originalmente escolhido como padre McFeely e completou um dia de filmagens antes de sair da produção devido a uma doença. Charlton Heston chegou a ser convidado para ficar no lugar de Brando, mas recusou a proposta; também cogitou-se a participação de Bill Clinton, que na época havia acabado de sair do cargo de presidente dos Estados Unidos, para realizar o papel. Finalmente, coube a James Woods, que recebeu US$ 1 milhão por quatro dias de filmagens, interpretar o padre.

## Recepção

### Bilheteria
Na América do Norte, o filme arrecadou US$ 71,3 milhões. No mundo todo, arrecadou US$ 141,2 milhões. Dos quatro primeiros filmes da série, esse foi o menos bem-sucedido até o lançamento do quinto filme em 2013.

### Crítica
O público pesquisado pelo CinemaScore deu ao filme uma nota média de "B" entre uma escala de A+ a F.
No site agregador de críticas Rotten Tomatoes, 15% das 109 resenhas dos críticos são positivas. O Metacritic, que usa uma média ponderada, atribuiu ao filme uma pontuação de 29 em 100, baseado em 25 críticos, indicando críticas "geralmente desfavoráveis".
Michael O'Sullivan no The Washington Post publicou uma crítica positiva dizendo que o filme tem "a maior parte de suas cenas satíricas em filmes de terror, e não na cultura pop em geral. (...) não é mais intelectual do que seu precursor. (...) Ainda assim, é muito mais focado do que o primeiro lançamento." No Los Angeles Times, Kevin Thomas publicou uma crítica negativa dizendo que "o problema é que Wayans e seu grupo de roteiristas, incluindo seus irmãos Marlon e Shawn, que também estão entre as estrelas do filme, começam com uma abordagem tão extrema e agressiva que não têm para onde ir."
No Common Sense Media, Nell Minow avaliou com 2 de 5 estrelas dizendo que "embora seja uma ligeira melhoria em relação ao original (...) é a mesma hora e meia de humor fácil e idiota."